# Lomographa pauper
Lomographa pauper är en fjärilsart som beskrevs av Hoffmann 1918. Lomographa pauper ingår i släktet Lomographa och familjen mätare. Inga underarter finns listade i Catalogue of Life.